# Bhaskararaya
Bhaskararaya (Bhāskararāya Makhin; 1690. — 1785.) bio je indijski hinduistički teolog, koji je pisao o Božici (Devi). Kralj Serfoji II. primio je Bhaskararayu, koji je postao stanovnik Tamil Nadua. Bhaskararaya je bio sljedbenik tantre, mistične tradicije o kojoj je pisao. 
Bhaskararayina djela bitna u šaktizmu:
- komentari Tripure Upanishada i Bhavane Upanishada
- komentar teksta zvanog Devi Mahatmya
- Varivasya Rahasya
- Setubandha — djelo o tantri
- Lalitāsahasranāmabhāsya — komentar hvalospjeva naziva Lalita Sahasranama